# Gino Fondi
Gino Fondi (* 9. Mai 1920 in Montecatini Terme; † 7. Oktober 1987 in Florenz) war ein italienischer Radrennfahrer und nationaler Meister im Radsport.

## Sportliche Laufbahn
Fondi war im Straßenradsport aktiv. Die nationale Meisterschaft im Straßenrennen der Amateure gewann er 1939. Er wurde 1941 Unabhängiger, später Berufsfahrer und blieb bis 1949 im Radsport aktiv. 1940 gewann er ein Rennen in Wangen in Deutschland. 1941 wurde er beim Sieg von Fausto Coppi Dritter im Giro della Toscana. Im Giro d’Italia 1947 schied er aus.